# 上田誠吉
上田 誠吉（うえだ せいきち、1926年9月8日 - 2009年5月10日）は、日本の弁護士。社会運動にも積極的にかかわった。

## 経歴
兵庫県神戸市生まれ。1929年東京へ転居し、1933年麹町小学校に入学。その後、旧制武蔵高等学校尋常科・高等科を経て、1948年東京大学法学部卒。在学中に兵役、敗戦を迎える。50年弁護士登録、東京弁護士会、自由法曹団に加わる。メーデー事件や松川事件、白鳥事件などで弁護を担当。宮澤・レーン事件についての著作もある。74-84年自由法曹団団長。
父は内務官僚の上田誠一。地球物理学者の上田誠也は弟。

## 著書
- 国家の暴力と人民の権利 新日本出版社、1973.
- 南朝鮮の治安立法と人権問題 「朝鮮問題」懇話会、1976.7. 「朝鮮問題」学習・研究シリーズ
- 裁判と民主主義 大月書店、1979.11.
- ある内務官僚の軌跡 大月書店、1980.4.
- 昭和裁判史論 治安維持法と法律家たち 大月書店、1983.10.
- 戦争と国家秘密法 戦時下日本でなにが処罰されたか イクォリティ、1986.3.
- ある北大生の受難 国家秘密法の爪痕 朝日新聞社、1987.9.
- 核時代の国家秘密法 大月書店、1987.1.
- 人間の絆を求めて 国家秘密法の周辺 花伝社、1988.7.
- いま、帝の国の人権 花伝社、1989.11.
- 治安立法と裁判 1990.1. 新日本新書
- 人々とともに 弁護士40年の歩み(1950～1990) 光陽出版社、1990.5.
- 見えてきた秘密警察 緒方宅電話盗聴事件 花伝社、1995.5. 日本無責任時代
- 司法官の戦争責任 満洲体験と戦後司法 花伝社、1997.5.
- 『国家秘密法の周辺　人間の絆を求めて』2013年5月　花伝社 ISBN 978-4-7634-0664-4

## 共著
- 誤まった裁判 八つの刑事事件 後藤昌次郎共著 1960. 岩波新書
- 朝鮮の統一と人権 藤島宇内共編著. 合同出版、1976.
- 多角研究政党法とはなにか 大野達三共編. 新日本出版社、1984.11.
- 国家機密法のすべて 坂本修共編. 青木書店、1985.9.
- 民衆の弁護士論 編著. 花伝社、1992.2.

## 参考
- 「人々とともに」著者紹介
- 読売新聞訃報